# サン・パブロ駅 (フィリピン国鉄)
サン・パブロ駅はラグナ州サン・パブロにあるフィリピン国鉄南方本線の鉄道駅。南方本線の主要駅の1つ。
ラグナ大学、サンパロック湖などが近隣に存在する。

## 歴史
サン・パブロ駅は 1911年7月3日にマルバーから延びる元々の南方本線の駅として開業した。
1923年8月20日にはサンタ・クルス線のカレッジ駅からの短絡線が完成し、こちらが現在の南方本線となっている。
駅南方に西のマルバーへ向かった路線と、南の南方本線に延びる路線の三角の路線跡が残る。
現在南方本線ではマニラ近郊で旅客運用の再開が行われているが、最終的にはこの駅までの営業再開を目指している。

## 註釈
1. ↑  “Manila-Los Baños train now rolling”.   Daily Inquirer (2019年12月5日). 2020年7月25日閲覧。
2. ↑  “PNR ‘premium’ train now reaches Los Banos”.   ABS-CBN (2019年12月2日). 2020年7月25日閲覧。